# Adviesrecht (ondernemingsraad)
In Nederland heeft met betrekking tot een aantal voorgenomen besluiten van de ondernemer de ondernemingsraad adviesrecht. Dit recht om advies uit te brengen is vastgelegd in artikel 25 van de Wet op de ondernemingsraden (WOR).
De ondernemingsraad heeft in ieder geval adviesrecht bij voorgenomen besluiten over:
- overdracht van de zeggenschap over de onderneming of een onderdeel daarvan;
- het vestigen van, dan wel het overnemen of afstoten van de zeggenschap over, een andere onderneming;
- aangaan of verbreken van een duurzame samenwerking met een andere organisatie;
- beëindiging van de werkzaamheden van de onderneming of van een belangrijk onderdeel daarvan;
- belangrijke inkrimping, uitbreiding of andere wijziging van de werkzaamheden van de onderneming;
- belangrijke wijziging in de organisatie van de onderneming, dan wel in de verdeling van bevoegdheden binnen de onderneming (reorganisatie) ;
- wijziging van de plaats waar de onderneming haar werkzaamheden uitoefent;
- het groepsgewijze werven of inlenen van arbeidskrachten;
- het doen van een belangrijke investering ten behoeve van de onderneming;
- het aantrekken van een belangrijk krediet ten behoeve van de onderneming;
- het verstrekken van een belangrijk krediet en het stellen van zekerheid voor belangrijke schulden van een andere ondernemer, tenzij dit geschiedt in de normale uitoefening van werkzaamheden in de onderneming;
- invoering of wijziging van een belangrijke technologische voorziening;
- Verstrekking van een adviesopdracht aan een deskundige met betrekking tot een adviesplichtig onderwerp;
- Belangrijke maatregelen op het gebied van milieuzorg

## Adviesaanvraag
Het document waarmee de bestuurder van de onderneming advies vraagt aan de ondernemingsraad is de adviesaanvraag. De WOR stelt een aantal eisen aan de adviesaanvraag. In de adviesaanvraag moet duidelijk gemaakt worden wat de bestuurder precies van plan is, en wat de redenen zijn om het besluit te willen nemen. Vervolgens een beschrijving van de gevolgen die het voorgestelde besluit tot gevolg heeft voor personeel en organisatie. Ten slotte een overzicht van de maatregelen (ook wel sociaal plan genoemd ingeval vakbonden betrokken zijn op grond van een cao) om de gevolgen (met name de negatieve) te compenseren. De adviesaanvraag moet tijdig ingediend zijn, dat wil zeggen op een zodanig moment dat de Ondernemingsraad nog invloed uit kan oefenen op het voorgenomen besluit. Bij de adviesaanvraag moet de bestuurder de Ondernemingsraad van voldoende informatie voorzien om een gefundeerd advies te kunnen geven.
In de adviesaanvraag moet de bestuurder tevens aangeven wat de gevolgen van het voorgenomen besluit zijn voor het personeel en welke maatregelen hij/zij denkt te nemen tegen eventuele nadelige gevolgen.